# Rudolf Nébald
Rudolf Nébald (Budapest, 7 settembre 1952) è un ex schermidore ungherese, vincitore di una medaglia di bronzo nella scherma ai giochi olimpici.
È il fratello di György Nébald ed il cognato di Ildikó Mincza-Nébald.